# Colón (departement van Honduras)
Colón is een departement van Honduras, gelegen in het noorden van het land. De hoofdstad is Trujilo; een andere belangrijke stad is Tocoa.
Het departement bestrijkt een oppervlakte van 8249 km² en heeft 324.950 inwoners (2016). Colón werd in 1881 gesticht.

## Gemeenten
Het departement bestaat uit tien gemeenten:
- Balfate
- Bonito Oriental
- Iriona
- Limón
- Sabá
- Santa Fe
- Santa Rosa de Aguán
- Sonaguera
- Tocoa
- Trujilo

Atlántida · Choluteca · Colón · Comayagua · Copán · Cortés · El Paraíso · Francisco Morazán · Gracias a Dios · Intibucá · Islas de la Bahía · La Paz · Lempira · Ocotepeque · Olancho · Santa Bárbara · Valle · Yoro